# Musikkåren Gripen
Musikkåren Gripen är en svensk semiprofessionell musikkår i Strängnäs som grundades 2004. Musikkåren Gripen blandar en klassisk repertoar för blåsorkester med nyskrivna verk och använder sig ofta av kända och populära artister vid sina konserter. Musikkåren stöds av SAAB.

## Diskografi
- Gripen flyger (2007)